# Thủy uẩn thảo
Thủy uẩn thảo hay Rong đuôi chồn Nam Mỹ, danh pháp khoa học Egeria densa, đôi khi gọi không chính thức là Rong đuôi chó, là một loài thực vật có hoa trong họ Hydrocharitaceae. Loài này được Planch. mô tả khoa học đầu tiên năm 1849.

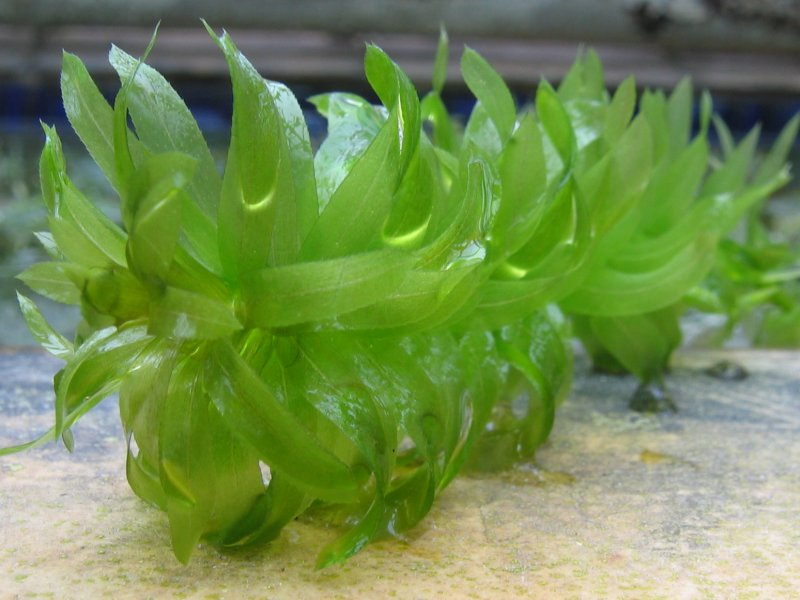
Cây thủy uẩn thảo nhìn gần

## Hình ảnh

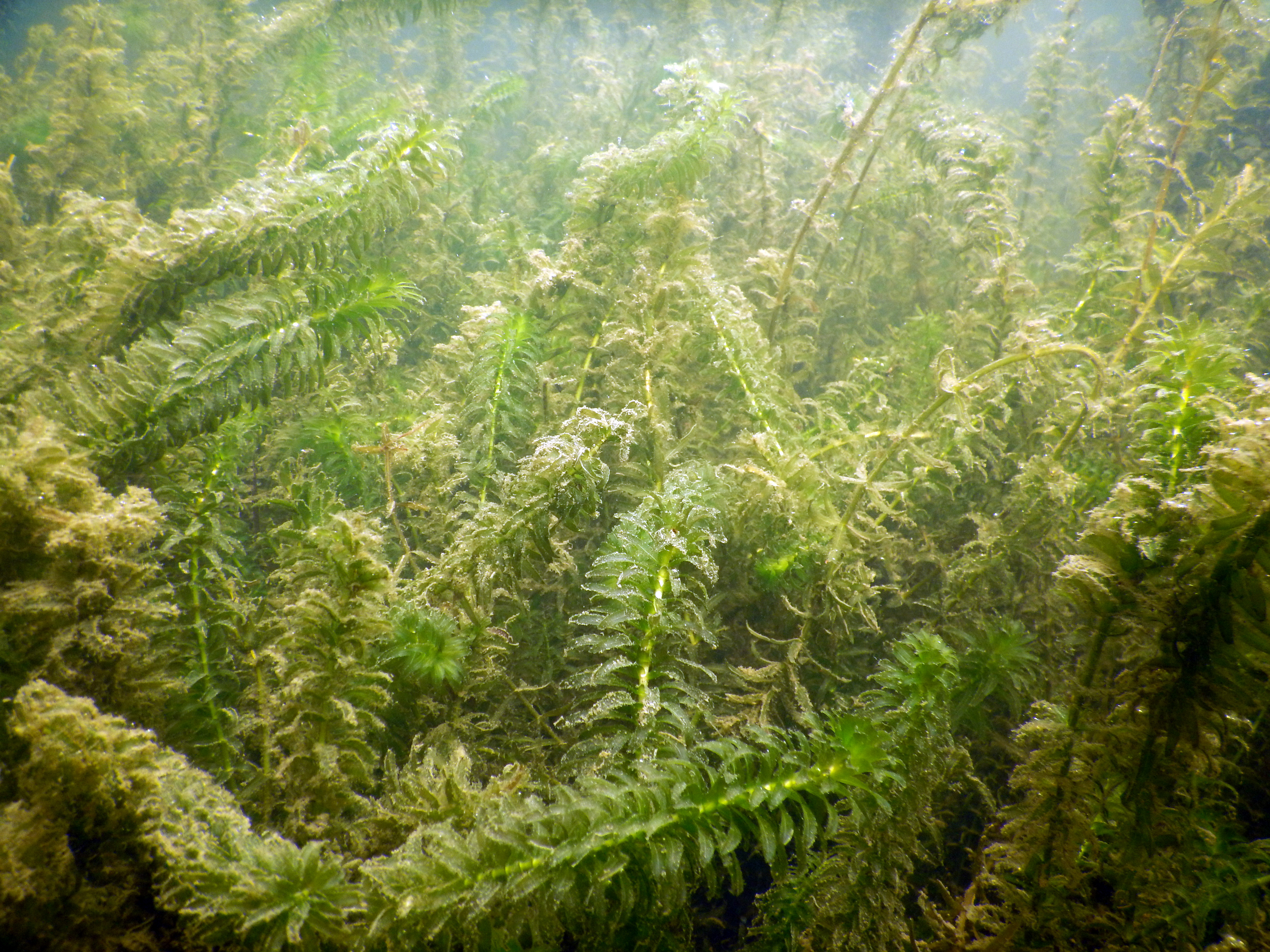
Cây thủy uẩn thảo ngoài tự nhiên
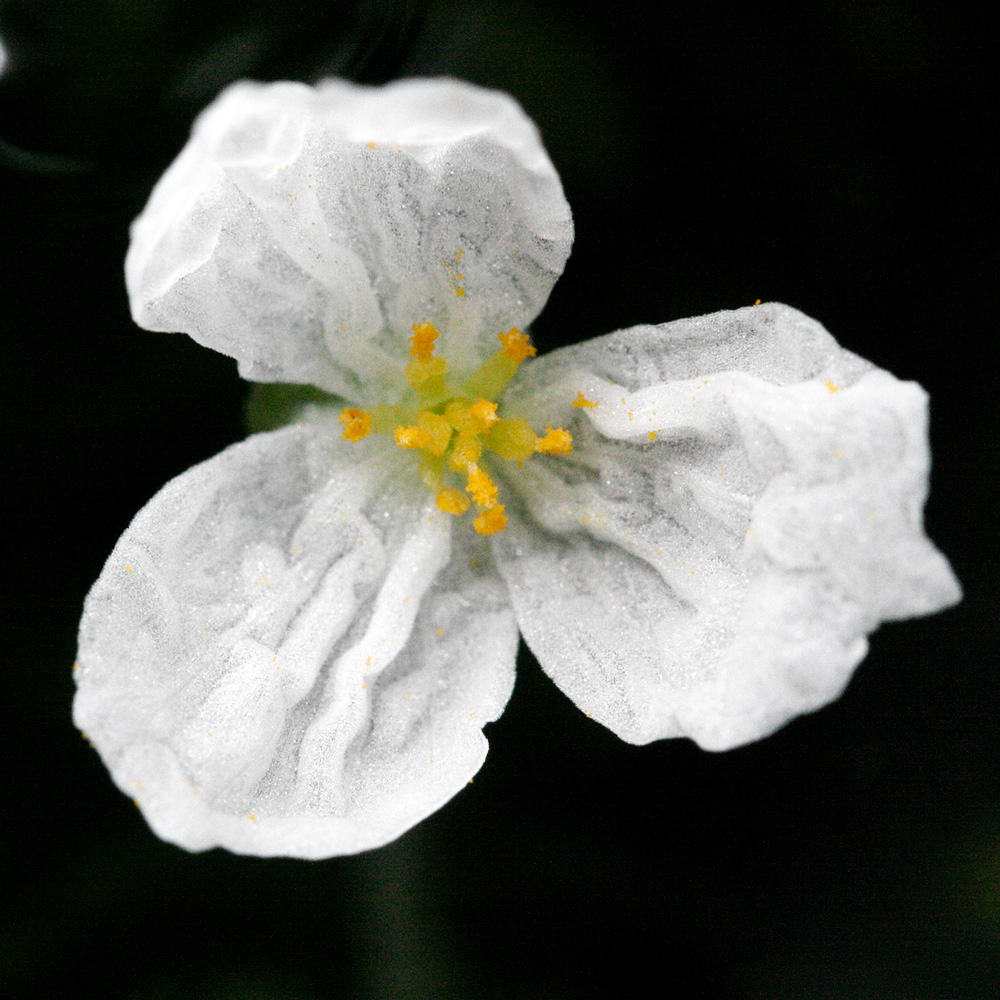
Hoa thủy uẩn thảo màu trắng